# 야로중학교
야로중학교(冶爐中學校)는 대한민국 경상남도 합천군 야로면 구정리에 있는 공립 중학교이다.

## 학교 연혁
- 1952년 5월 3일 : 부산 건국중학교 야로 분교 설립 인가(1학급)
- 1954년 5월 31일 : 공립 야로중학교 인가(3학급)
- 1973년 12월 1일 : 학칙 변경(12학급)
- 1984년 9월 1일 : 다목적실(강당) 신축
- 2000년 3월 1일 : 학칙 변경(3학급)
- 2012년 6월 20일 : 급식소 개소
- 2013년 9월 : 운동장 인조잔디 및 체육공원 조성
- 2014년 12월 10일 : 야구부 창단
- 2019년 3월 1일 : 2019. 학교 공간혁신 사업
- 2019년 9월 1일 : 자율학교 지정(2019. 9. ~ 2024. 2.)
- 2023년 2월 10일 : 제69회 졸업식(졸업생 22명, 총졸업생 5,826명)
- 2023년 3월 1일 : 제29대 김복순 교장 취임
- 2023년 3월 1일 : 2023. 행복학교 3.0 재지정
- 2023년 3월 2일 : 2023학년도 입학식(신입생 8명)

## 참고 자료
- 야로중학교 - 한국교육학술정보원 학교알리미